# Троицкая улица (Великий Новгород)
Тро́ицкая или Троицкая-Пробо́йная улица находится в историческом центре Великого Новгорода. Расположена на Софийской стороне в Людином конце.
Начинается в 100 м к югу от Дворцовой башни Новгородского Детинца, от Мерецкова-Волосовой улицы. Проходит в юго-западном направлении от центра города к окраине. Заканчивается перекрёстком с Орловской улицей, после которой переходит в Юрьевское шоссе. Протяжённость — 1 100 м.
Известна с X века под названием Большая Пробойная. Древнейший деревянный настил на улице Пробойной Людина конца, датируемый 930-ми годами, был не городской мостовой, а так называемым «Русским путём», то есть дорогой, которая связывала северные земли с южными, с Русской землёй.
Называлась также Ямская Пробойная, в советское время — Пролетарская. В Новгороде было несколько пробойных улиц. Это дополнение к названию они получали по следующей причине: изначально улицы прирастали домами от реки к ополью, то есть в сторону ещё необжитой местности, в поле. Застройка была сплошной и попасть на соседнюю улицу можно было лишь с одной из двух уличных окраин. Со временем возникла необходимость более быстрых и удобных переходов, для чего и прокладывались — пробивались — поперечные улицы.
В XIV—XVI вв. называлась Ямской Пробойной, поскольку в это время часть Людина конца была заселена ямщиками. Удаляясь за пределы города, улица переходила в дорогу, называвшуюся «Русский путь» и шедшую по ильменскому Поозерью на юг. Русский путь упомянут в грамоте новгородского князя Всеволода Мстиславича в 1134 году.
В XVI веке недалеко от Детинца на фундаменте и остатках стен XIV века (1365 год) была перестроена в камне Троицкая церковь. С этого времени улица стала называться Троицкой. В советское время носила название Пролетарской, в 1991 году историческое название было возвращено.
Улица застроена в основном одно-двухэтажными частными домами. Из наиболее известных объектов на ней расположены:
- Троицкий раскоп
- Троицкая церковь
- Алексеевская башня
- В районе Алексеевской башни улица пересекает земляной вал Окольного города
- В 200 м к юго-западу от перекрёстка Троицкой-Пробойной с Орловской улицей находится Петровское кладбище с церковью Петра и Павла на Синичьей горе.